# Dicliptera suffruticosa
Dicliptera suffruticosa är en akantusväxtart som beskrevs av John Richard Ironside Wood. Dicliptera suffruticosa ingår i släktet Dicliptera och familjen akantusväxter. Inga underarter finns listade i Catalogue of Life.